# Crostwitz
Crostwitz (górnołuż. Chrósćicy, wym. [ˈkʰʀʊst͡ʃitsɨ]ⓘ) – miejscowość i gmina w Niemczech, w kraju związkowym Saksonia, w okręgu administracyjnym Drezno, w powiecie Budziszyn (do 31 lipca 2008 w powiecie Kamenz) na Łużycach Górnych, wchodzi w skład związku gmin Am Klosterwasser. Gmina liczy 1017 mieszkańców (2015). Większość to Serbołużyczanie, 90% mieszkańców zna język górnołużycki.

## Historia

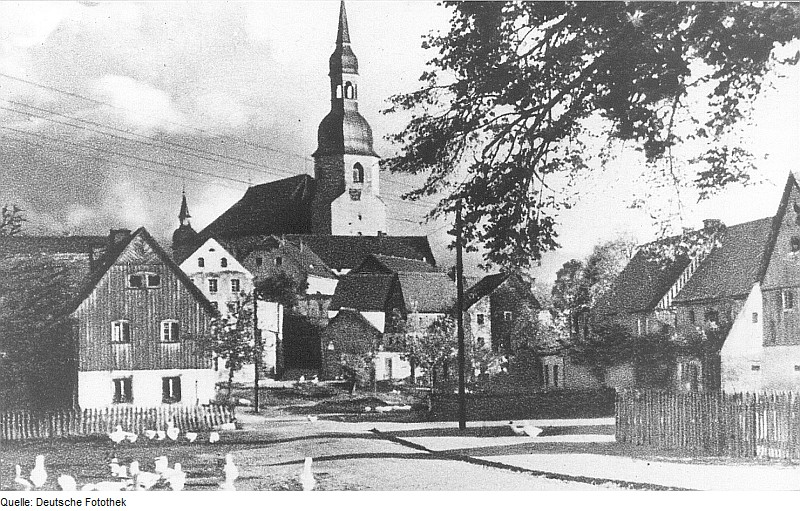
Miejscowość ok. 1950 r.

Osada Serbołużyczan po raz pierwszy wymieniona w dokumencie z 1225 jako Crostiz.
W kwietniu 1945 okolice Crostwitz były miejscem krwawych walk między hitlerowskimi wojskami (Grupą Armii Południe oraz SS) i Armią Czerwoną wraz z 2 Armią Ludowego Wojska Polskiego. Była to bitwa, w której jednorazowo zginęło najwięcej Polaków podczas II wojny światowej na froncie wschodnim. W październiku 1967 odsłonięty został tam pomnik ku czci poległych Polaków z napisami w językach: niemieckim, polskim i górnołużyckim.
10 maja 1945 został ponownie założony związek organizacji serbołużyckich – Domowina.
We wrześniu 1975 w miejscowości gościł ówczesny arcybiskup krakowski Karol Wojtyła. Wizytę upamiętnia tablica w języku górnołużyckim na ścianie kościoła katolickiego.
Obecnie miejscowość jest ośrodkiem kulturalnym Serbołużyczan; odbywa się tu co dwa lata festiwal folklorystyczny. Corocznie wyrusza stąd "wielkanocna kawalkada jeźdźców".
Na miejscowym cmentarzu jest pochowany pisarz serbołużycki Jurij Brězan.

## Zabytki
- Kościół katolicki pw. śś. Szymona i Judy Tadeusza w stylu barokowym z 1772
- Serbołużyckie krzyże i kapliczki przydrożne z XVIII-XX w.
- Pomnik żołnierzy polskich z ok. 1967 r.
- Gmach szkoły serbołużyckiej z lat 1903–1904
- Dom parafialny z 1861 r.

Niedaleko Crostwitz w miejscowości Kopschin (górnoł. Kopšin) znajdują się pozostałości grodziska słowiańskiego z wczesnego średniowiecza Kopschiner Schanze.

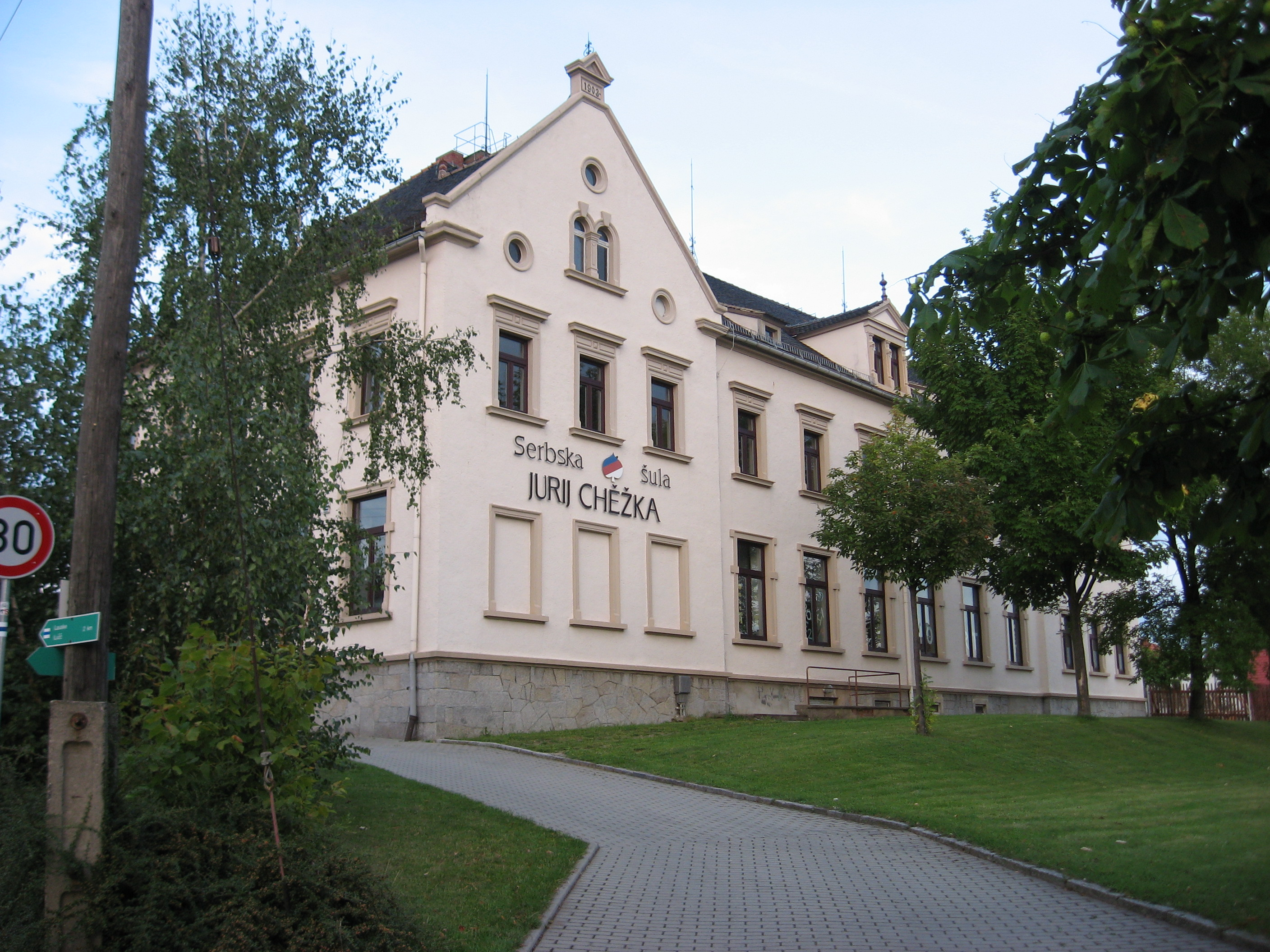
Szkoła serbołużycka im. Jurija Chěžki
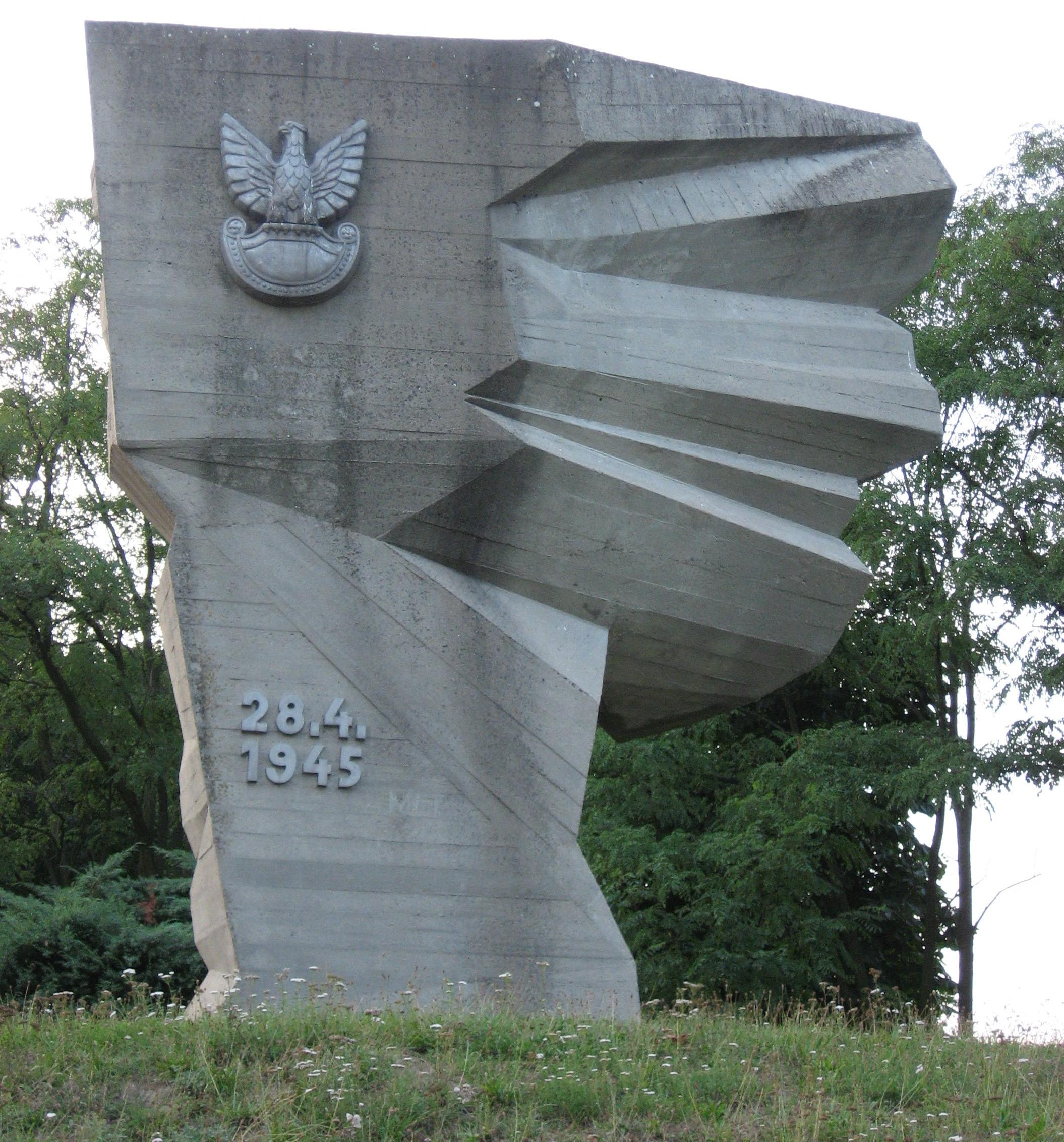
Pomnik żołnierzy LWP
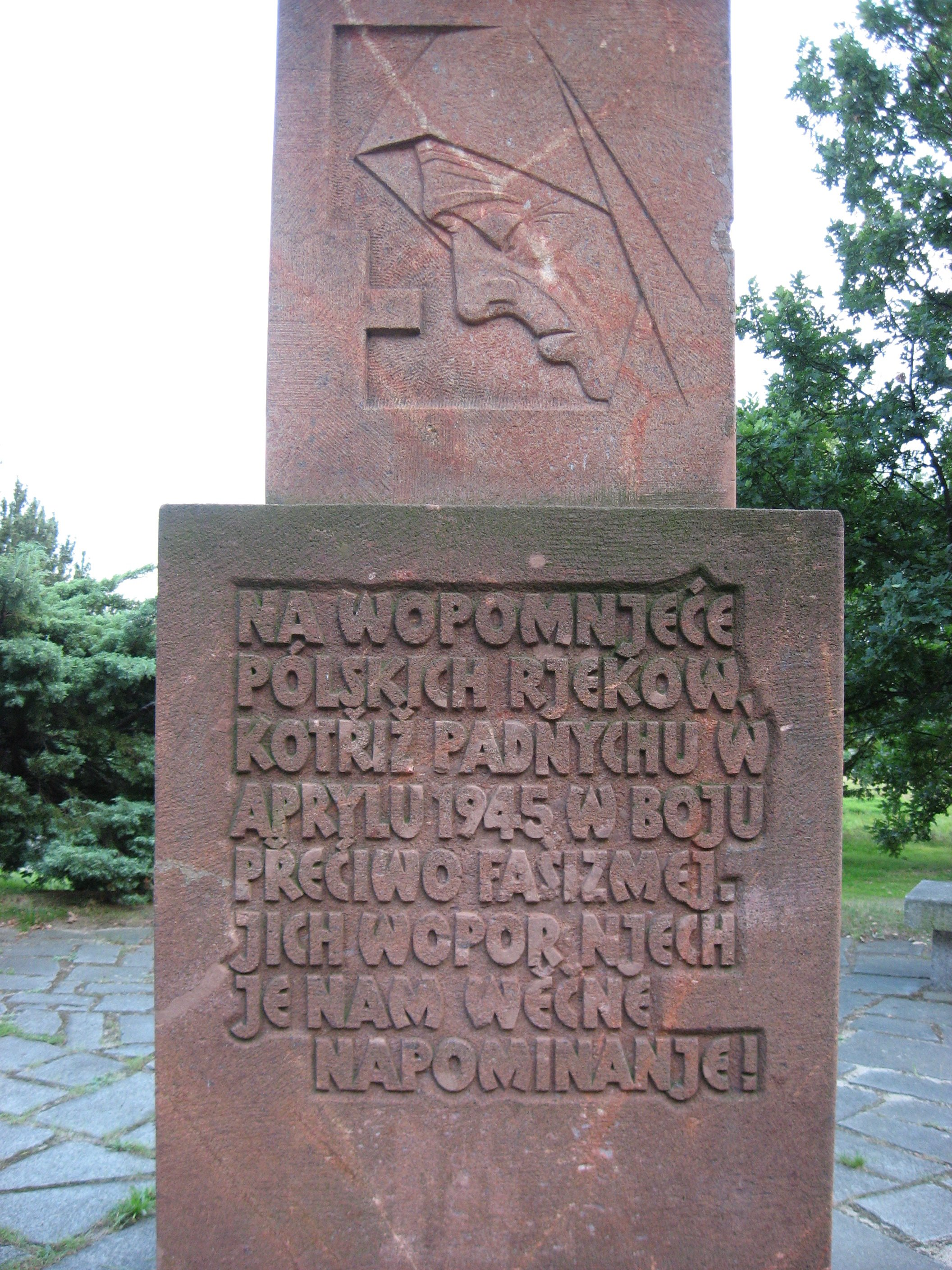
Napis górnołużycki przy pomniku
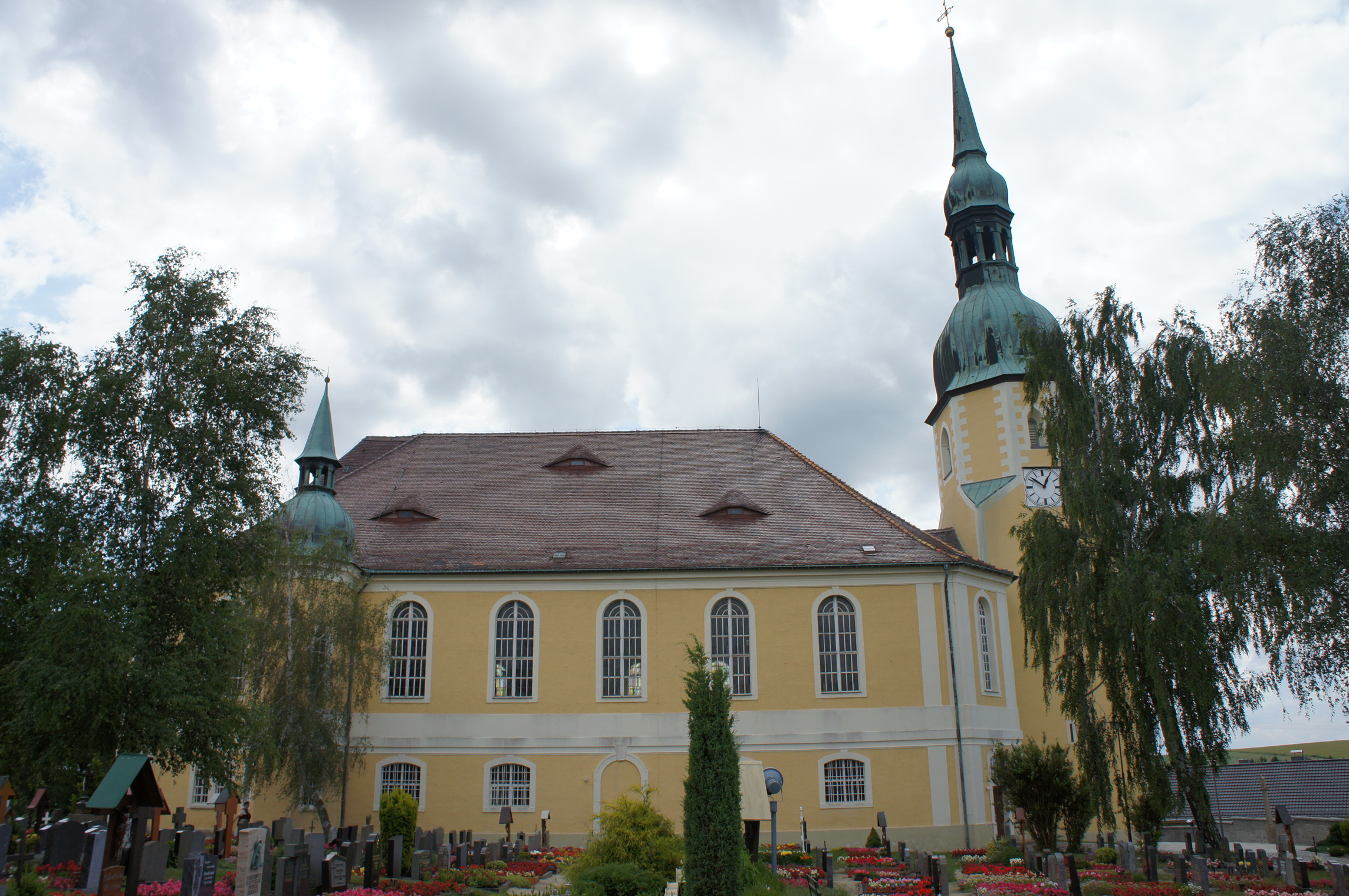
Kościół śś. Szymona i Judy Tadeusza
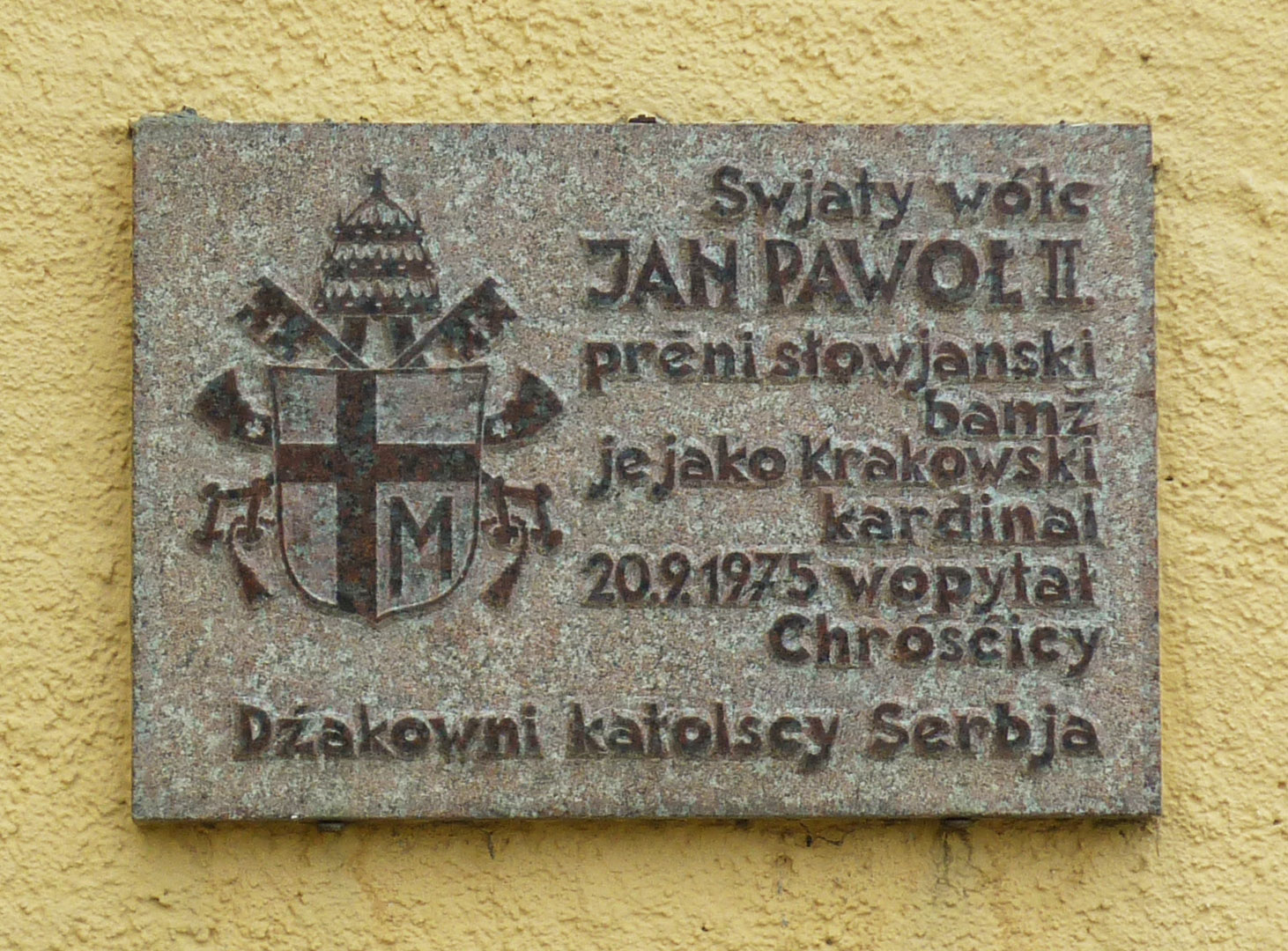
Tablica upamiętniająca wizytę Jana Pawła II

## Urodzeni w miejscowości
- Jurij Koch – serbołużycki pisarz
- Pawoł Völkel – serbołużycki pisarz, językoznawca i wydawca